# MetroHero
MetroHero es una aplicación semidesaparecida de seguimiento del tránsito en tiempo real y análisis del rendimiento del sistema de tránsito rápido Metro de Washington. Originalmente disponible en iOS, Android y la web, permite a los usuarios ver mapas en directo de todos los trenes de una línea específica, estadísticas resumidas relacionadas con el rendimiento del sistema en tiempo real y comentarios de los usuarios sobre las condiciones actuales del metro.
La aplicación se lanzó en 2015, seguida de ARIES for Transit, un proyecto relacionado de los mismos desarrolladores, y siguió funcionando hasta que sus desarrolladores originales la cerraron en 2023. Posteriormente, se lanzaron bifurcaciones de la aplicación para permitir su uso público continuado, y la Autoridad de Tránsito del Área Metropolitana de Washington (WMATA), operadora de Metro, anunció que lanzaría una aplicación similar. La aplicación ha sido descrita por los medios de comunicación locales como popular y muy apreciada entre los residentes del área de Washington D. C.

## Historia y desarrollo principal
MetroHero fue desarrollada inicialmente por James y Jennifer Pizzurro, que estudiaron informática en la Universidad George Washington. Contaron que se inspiraron para crear la aplicación tras experimentar retrasos en los trenes y buscar una aplicación que les permitiera seguir la trayectoria de un tren después de subir a bordo; tal aplicación no existía para el metro de Washington. El desarrollo de la aplicación no contó con el respaldo de la WMATA, pero sí utilizó datos públicos de la agencia.
MetroHero se lanzó como aplicación para Android en septiembre de 2015, seguida del lanzamiento de una aplicación web compatible con iOS en diciembre de ese mismo año. En abril de 2018 se lanzó una app independiente para iOS, pero la app web siguió siendo compatible. En abril de 2018, MetroHero tenía aproximadamente 13.000 usuarios activos mensuales. James Pizzurro ha declarado que el público objetivo de la aplicación eran los viajeros habituales de Metro que querían comunicarse entre sí sobre problemas activos, en contraposición a los turistas y usuarios que solo querían datos sobre el tiempo de los trenes.
A lo largo del desarrollo de la aplicación, los Pizzurro habían abogado por la transparencia de Metro con los viajeros y la comunidad, proporcionando más datos de alta calidad y aceptando los comentarios de los desarrolladores. En particular, criticaron la reticencia de Metro a identificar de forma exclusiva los viajes individuales en tren y su decisión de ocultar datos en determinadas circunstancias, lo que ha planteado problemas para la recopilación de datos de MetroHero.
Además de su trabajo en MetroHero, los desarrolladores de la app lideraron o participaron en otras iniciativas relacionadas con el tránsito en el área metropolitana de Washington. En 2019, MetroHero se asoció con un grupo de tránsito local para analizar los datos de Metrobús y publicar un " Informe de Metrobus", junto con objetivos propuestos y recomendaciones basadas en los hallazgos del reporte. Basándose en esta experiencia, los desarrolladores de MetroHero comenzaron un proyecto hermano, el Sistema de Evaluación de Adherencia + Fiabilidad + Integridad para el Tránsito (ARIES for Transit), que muestra datos y emite calificaciones para los sistemas de tránsito del área de Washington y Baltimore. Por otra parte, James Pizzurro utilizó los datos de MetroHero para informar a la OPS de Tránsito Ferroviario, un grupo independiente de supervisión de Metro, y ayudarle en su documentación de los incidentes del sistema de Metro.

## Aplicación

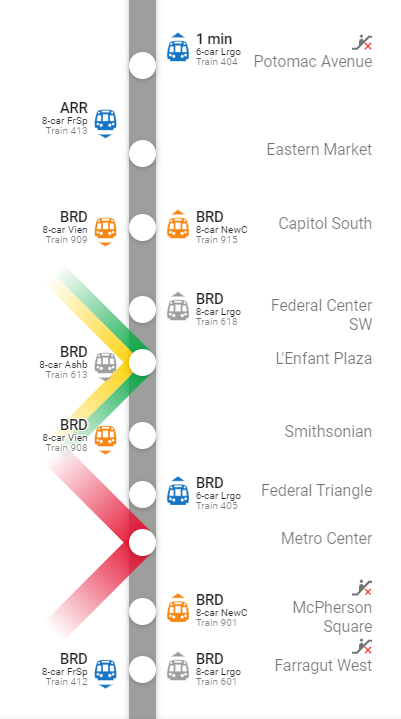
Vista del mapa de una parte de la Línea Plata

La aplicación MetroHero utiliza varias interfaces, como un cuadro de mandos general y un mapa en directo, para mostrar los datos a sus usuarios. En el cuadro de mandos se pueden ver datos resumidos de todo el sistema, como el número de trenes en circulación y el cumplimiento de los intervalos. El mapa ofrece una representación visual de todas las posiciones de los trenes en el sistema, filtradas por línea. Se pueden seleccionar estaciones y trenes concretos para ver las valoraciones y comentarios de otros usuarios, tanto positivos como negativos, como la limpieza y la saturación. Además, se ofrece una lista de los tiempos de espera de los trenes, junto con datos agregados como el tiempo medio de espera. Los retrasos de los trenes o las incidencias del servicio son visibles en la aplicación.
MetroHero utiliza varias fuentes de datos para los distintos componentes de su aplicación. Las posiciones de los trenes y otros datos operativos son proporcionados por la WMATA como parte de su iniciativa de publicar datos abiertos para desarrolladores externos. Sin embargo, los desarrolladores de MetroHero señalaron que la información proporcionada por Metro es a veces inexacta e incompleta, lo que limita la precisión de MetroHero. La aplicación también recopila datos de sus usuarios, que pueden informar sobre el estado de los vagones y las estaciones y completar los informes enviados por otras personas. Además, MetroHero analiza los datos de Twitter para conocer las incidencias del sistema, como retrasos e incendios.
Además de la aplicación web, la aplicación para Android y la aplicación para iOS, los desarrolladores iniciales de MetroHero mantenían cuentas automatizadas en las redes sociales que alertaban a los clientes sobre el servicio de Metro; estas cuentas se cerraron cuando la aplicación original dejó de funcionar. MetroHero también alberga datos de rendimiento archivados para su posterior revisión, una función que a veces se utiliza tras incidentes graves.

## Cierre y futuro
En febrero de 2023, James Pizzurro anunció que MetroHero se cerraría el 1 de julio de 2023, citando "cambios positivos... en el panorama de las aplicaciones y en la gestión y comunicación de datos de la WMATA" y los costes y el tiempo asociados al mantenimiento de la aplicación. Poco antes de la fecha de finalización de la aplicación, los Pizzurro compartieron el código fuente de MetroHero en GitHub, lo que llevó a otros a bifurcar el código y empezar a mantener nuevas instancias de MetroHero para suceder a la aplicación original. El sitio web original dejó de funcionar el 1 de julio, como estaba previsto.
Históricamente, la WMATA no ha ofrecido su propio mapa en tiempo real o un servicio similar, citando otras aplicaciones de terceros que realizaban la misma tarea. Sin embargo, el 30 de junio de 2023, Randy Clarke, director general de WMATA, anunció que Metro empezaría a ofrecer un servicio similar al que ofrecía MetroHero. La aplicación, inicialmente denominada MetroMeter, comenzaría a funcionar a principios de julio y proporcionaría información en tiempo real sobre trenes, intervalos y horarios de servicio. Metro también señaló su intención de ampliar este servicio a Metrobús y MetroAccess. El 20 de julio, Metro anunció que la aplicación había pasado a llamarse MetroPulse y la lanzó en versión beta.
El otro proyecto de MetroHero, ARIES for Transit, no se vio afectado por el cierre.

## Recepción
En general, MetroHero ha tenido una buena acogida y ha sido reconocida por su uso entre los viajeros del área de Washington. DCist la calificó como una de las aplicaciones de seguimiento de Metro "más elogiadas", y la WMATA reconoció públicamente su popularidad al anunciar su decisión de crear MetroPulse. Chris Barnes, miembro del Consejo Asesor de Viajeros de Metro, dijo que la aplicación se considera importante entre los viajeros porque satisface una necesidad de los viajeros de disponer de información fiable y transparente sobre el transporte, aunque algo dificultada por los fallos en los datos de la WMATA.